# Hubert Schonger
Hubert Schonger (né le 19 octobre 1897 à Bachhagel, mort le 21 février 1978 à Inning am Ammersee) est un réalisateur et producteur de cinéma allemand. Il est un réalisateur et producteur dans tous les genres : Kulturfilm et Naturfilm, film musical, adaptations de contes et d'œuvres littéraires, Heimatfilm et cinéma de montagne. Il est le fondateur de la société Schongerfilm.

## Biographie
À Berlin en 1923, Schonger crée la société de production "Naturfilm Hubert Schonger". Après la Seconde Guerre mondiale, il travaille avec sa compagnie Schongerfilm basée à Inning am Ammersee dans la région bavaroise et autrichienne.
Hubert Schonger s'intéresse très tôt à la nature. En 1923, Hubert Schonger, à la demande de Hermann Hähnle, part de Giengen an der Brenz pour le sanctuaire des oiseaux de Mellum. Son premier film est produit en coopération avec Hermann Hähnle : Mellum – das Vogelparadies in der Nordsee.
La société "Naturfilm Hubert Schonger" tourne de nombreux films sur les différents districts et régions d'Allemagne dans les années 1920 : Durch das schöne Westfalen, Schwäbische Heimat, Der Schwarzwald, Winter im Bayrischen Wald, Holzritt auf dem Königssee, Das Steinerne Meer, Schlesien, Im Lande des Vogelzuges (un film en six parties sur l'isthme de Courlande), Im Spreewald, Sonniges Land (sur l'est du Harz), Heligoland, Hermann Löns und seine Heide, des fleuves : Ahoi – Ein Film von der Elbe, Der schaffende Rhein, Die Mosel, des villes : Villingen im Schwarzwald : Eine schöne alte Stadt, Quedlinburg : Eine alte Stadt am Harz, Hamburg, Berlin.
Il entreprend des films d'expéditions notamment en Afrique, en Alaska, dans l'Arctique et en Amérique du Sud. Le Kulturfilm Auf der Suche nach Atlantis est en cinq parties : partie 1 : Auf der Suche nach Atlantis, partie 2: Am Ölhahn der Welt. Curaçao und Kolumbien, partie 3 : Mit 50.000 PS durch Urwald und Sumpf, partie 4 : Die letzten Mayas, partie 5 : Venezuela, das Land ohne Schulden. Il accompagne les pionniers de l'aviation sur leurs vols avec la caméra, comme l'Anglais Alan Cobham pour Der schwarze Kontinent, wie ihn der Vogel sieht, et Walter Mittelholzers Afrika-Flug 1930.
En plus du film documentaire sur la nature comme Am Horst der wilden Adler, Mit der Kamera durch den Deutschen Wald, Ein Würger im Pflanzenreich, Hubert Schonger produit des films sur l'urbanisme, le sport, l'industrie et les techniques.
En plus de la production cinématographique, Hubert Schonger contribue également avec sa distribution de films documentaires comme Nanouk l'Esquimau et d'adaptations de pays étrangers.
En 1927, Naturfilm Hubert Schonger produit dans le cadre d'un contrat avec la section nazie de Munich Parteitag Nürnberg. En 1928 paraît Stahlhelmtag in Hamburg de Hans Hübotter, l'avocat de Naturfilm Hubert Schonger au bureau de la censure.
En 1928, Die Kinder-Republik montre un camp des Rote Falken à l'Üdersee. En 1930, Lohnbuchhalter Kremke est le film de Marie Harder, représentante du SPD dans le monde du cinéma, puis sort Das Hohelied der Kraft sur le Conseil mondial de l'énergie en 1930.
En 1931, Hubert Schonger produit pour Heinrich Hauser Chicago – Eine Weltstadt in Flegeljahren, un film documentaire muet sur la ville américaine, qui montre la fascination de l'écrivain face au progrès technologique, mais qui reflète aussi le côté sombre de la production industrielle. Après une performance unique à Berlin, le film est rejeté comme un film éducatif.
Hubert Schonger fait sa première adaptation d'un conte en 1938 : Schneeweißchen und Rosenrot par Alfred Stöger. Après la Seconde Guerre mondiale, il continue à produire des adaptations des contes des frères Grimm, mais aussi des contes populaires ou de Wilhelm Hauff.
Il continue aussi à produire du Kulturfilm. Paradies auf Erden est une expédition en Suisse. Dein Horoskop – dein Schicksal?, film de Konrad Lustig, montre le rôle de l'astrologie. En 1963, Hubert Schonger entreprend un voyage à Java, Sumatra et en Indonésie, où il réalise son film Paradies ohne Sünde d'après le scénario de Peter Fleischmann. En 1967, la production de Tanja – die Nackte von der Teufelsinsel d'A. Hofherr et en 1969 de son propre film Die Reise zu den glücklichen Inseln, une expédition cinématographique dans les îles du Pacifique, montre les lieux de tournage de Tabou, film de Friedrich Wilhelm Murnau et Robert Flaherty sorti en 1931.
Schonger produit aussi des Heimatfilms réalisés en Bavière. Sa société de production s'intéresse également aux nouveaux réalisateurs allemands comme Klaus Lemke avec Henker Tom sorti en 1966 ou Peter Fleischmann avec Herbst der Gammler en 1967.
En plus de la production, Hubert Schonger Filmproduktion se consacre également à la distribution de films. Outre ses propres films, il montre des films de l'UFA et de Tobis-Tonbild-Syndikat sortis avant la guerre ainsi que des copies de 8 mm ou de 16 mm pour des projections privées.
Hubert Schonger a un travail à l'international avec le cinéma de montagne. Il produit pour Harald Reinl le court métrage Zehn Jahre später puis son premier long métrage Bergkristall – Der Wildschütz von Tirol. Ce film débute également une collaboration fructueuse avec d'importants compositeurs du film muet allemand, comme Giuseppe Becce.

## Filmographie

### En tant que réalisateur
- 1923 : Mellum, das Vogelparadies in der Nordsee (avec Hermann Hähnle)
- 1929 : Durch das schöne Westfalen
- 1932 : Ein Volk erwacht
- 1932 : Zwischen Bergen, Schornsteinen und Wasserburgen
- 1932 : Zwischen Feuer und Eis
- 1934 : Das Leben lacht (avec Willy Lichtwarck, Hans Egon Koch)
- 1936 : Fischerkinder an der Nordsee (avec Hermann Naber)
- 1939 : Die Heinzelmännchen
- 1939 : So ist Mexiko
- 1940 : Frieder und Catherlieschen
- 1940 : Hänsel und Gretel
- 1942 : Das tapfere Schneiderlein
- 1947 : Zehn Jahre später (avec Josef Plesner)
- 1947 : Frau Holle
- 1948 : Ein Fass voll Spaß
- 1948 : Das verzauberte Tüchlein
- 1948 : Das Glücksschwein
- 1949 : Auf großer Fahrt
- 1949 : Die wandelnde Glocke (avec Gerda Otto)
- 1950 : Paradies auf Erden
- 1953 : Brüderchen und Schwesterchen (avec Walter Oehmichen)
- 1953 : Die goldene Gans (avec Walter Oehmichen)
- 1961 : Bergwild
- 1961 : Junges Senegal
- 1961 : Weiße Schwingen über dem Schilf
- 1963 : Paradies ohne Sünde

### En tant que scénariste
- 1942 : Das tapfere Schneiderlein (Hubert Schonger)
- 1949 : Bergkristall (Harald Reinl)
- 1950 : Paradies auf Erden (Hubert Schonger)
- 1956 : Die Heinzelmännchen (Erich Kobler, scénario avec Erich Kobler, Konrad Lustig)
- 1959 : Les Musiciens de Brême (Rainer Geis)

### En tant que producteur
- 1923 : Mellum, das Vogelparadies in der Nordsee (Hubert Schonger, Hermann Hähnle)
- 1923 : Die Hochseefischerei im Winter
- 1923 : Naturkunde aus dem deutschen Wald
- 1923 : Der neuzeitliche Bau von Elektromotoren
- 1924 : Die Binnenseefischerei im Winter
- 1924 : Hiddensee (Hubert Schonger, Karl Trautwein, Hans Brehmer, Gustav Stiefel)
- 1924 : Schaffendes Volk – Fröhliches Volk
- 1924 : Sonnenmenschen
- 1924 : Das steinerne Meer (Sonnenkinder)
- 1924 : Winzerfest der Lößnitz
- 1924 : Wisent in Not
- 1925 : Ägypten, das Land der Pyramiden
- 1925 : Aus dem Bayrischen Wald. 1. Teil: Der Bayrische Wald im Sommer
- 1925 : Das Gewitter, Blitzgefahr und ihre Bekämpfung
- 1925 : Der Silberfuchs
- 1925 : Deutsche Silberfuchszucht
- 1925 : Im Bruch und Moor
- 1926 : Island
- 1926 : Landwirt, schütze Dein Eigentum
- 1926 : Schlesierland
- 1926 : Schrift und Schreibwerkzeuge
- 1926 : Auf einer Braunkohlengrube in der Niederlausitz
- 1926 : Beim Köhler
- 1926 : Kampfläufer
- 1927 : Der Buchfink
- 1927 : Einweihung der Feuerwehrschule Bahrensdorf mit Erholungsheim
- 1927 : Die Fabrikation von Porzellan
- 1927 : Familie Adebar
- 1927 : Giganten auf Schienen
- 1927 : Der Hänfling
- 1927 : Hagen, die Eingangspforte zum sauerländischen Gebirge
- 1927 : Der Harz
- 1927 : Hoch die edle Falknerei
- 1927 : Karpfen
- 1927 : Koks
- 1927 : Lachszucht
- 1927 : Lachsfang am Oberrhein
- 1927 : Im Bergwerk
- 1927 : Im Spreewald. Ein Bild deutscher Heimat im Wechsel der Jahreszeiten
- 1927 : In einer Silberfuchsfarm
- 1927 : Der Naturschutzpark in der Lüneburger Heide
- 1927 : Parteitag Nürnberg 1927 (NSDAP)
- 1927 : Schlesien
- 1927 : Schwäne
- 1927 : Der Stahlhelm ehrt Hindenburg
- 1927 : Der Stahlhelm in Berlin
- 1927 : Storch in Not
- 1927 : Unser Storch
- 1927 : Vom Murmeltier
- 1927 : Weltrekord im Segelflug
- 1927 : Winter im Bayerwald
- 1927 : Zentralflughafen Berlin
- 1927 : Der Frosch
- 1927 : In den Schiefergruben des Sauerlandes
- 1927 : Iserlohn in Westfalen
- 1927 : Lübben, der Spreewaldkreis
- 1927 : Vom Stahlblock zum Feinblech
- 1928 : Armenische Flüchtlinge in Syrien
- 1928 : Aus dem Bayrischen Wald
- 1928 : Bei Holzhauern und Glasbläsern
- 1928 : Ein Besuch im V.D.A-Kinderheim Crossen an der Oder
- 1928 : Die deutschen Leichtathleten bereiten sich zu den Olympischen Spielen vor
- 1928 : Die deutschen Leichtathleten rüsten zur Olympiade. 1. Teil
- 1928 : Die deutschen Leichtathleten rüsten zur Olympiade. 2. Teil
- 1928 : Eisfischerei im Kurischen Haff
- 1928 : Erlauschtes aus dem deutschen Wald
- 1928 : Das Getränk der Millionen
- 1928 : Die Gewinnung des Tetrakarnits und seine Anwendung in der Färberei
- 1928 : Hinter Motorpflug und Schraubstock
- 1928 : In der Jahnstadt Freyburg an der Unstrut
- 1928 : Im Herzen des Sauerlandes
- 1928 : Im Reich der Kinder
- 1928 : Im Vogelparadies der Nordsee
- 1928 : Karte und Atlas
- 1928 : Die Kinderrepublik
- 1928 : Kreis Altena, im Herzen des märkischen Sauerlandes
- 1928 : Kreis Fredeberg-Neumark. Von der Endmoräne bis zur Kunststrasse
- 1928 : Der Kreis Meschede
- 1928 : Kreis Wittgenstein, Regierungsbezirk Arnsberg, Westfalen
- 1928 : Mellum, das Wattenmeer
- 1928 : Mitteldeutscher Stahlhelmsporttag in Halle S.
- 1928 : Ostpreußische Stahlhelm-Tagung am 2. und 3, Juni 1928
- 1928 : Das Protos-Bügeleisen
- 1928 : Die Protos-Geräteanschlußschnurr
- 1928 : Die Protos-Heißluftdusche
- 1928 : Sachsenfilm vom 14. Turnfest in Köln (21.- 29. Juli 1928)
- 1928 : Stahlhelm-Filmbericht 1 – Einweihung des Stahlhelmheimes Arendsee
- 1928 : Stahlhelm-Filmbericht 2 - Der Stahlhelm begrüßt die Ozeanflieger
- 1928 : Stahlhelm-Norwegenfahrt 1928
- 1928 : Stahlhelmtag in Hamburg – Zeugen aus großer Zeit (Hans Hübotter)
- 1928 : Unsichtbare Kräfte
- 1928 : 14. Deutsches Turnfest in Köln (22.–29. Juli 1928)
- 1928 : Von der Drahtrolle zur Nähnadel
- 1928 : Eine Winterwanderung durch den Bayrischen Wald
- 1928 : Zeugen aus großer Zeit
- 1928 : Eine schöne, alte Stadt
- 1928 : Im Land des Vogelzuges. Bilder von der Kurischen Nehrung
- 1928 : Der Kampf um die Erhaltung unserer Gewässer
- 1928 : Stettiner Hausfrauen
- 1928 : Ein Wintertag im Harz
- 1929 : Aalfang in der Elbe und des Aales wundersame Lebensgeschichte
- 1929 : Eine alte Stadt am Harz
- 1929 : Am Rande des ewigen Eises
- 1929 : Aus der sozialen Arbeit des Stahlhelms
- 1929 : Der balzende Auerhahn
- 1929 : Das braune Geheimnis
- 1929 : Durch das schöne Westfalen (Hubert Schonger)
- 1929 : Erz
- 1929 : Forellenzucht
- 1929 : Frohe Menschen
- 1929 : Frühling am Rhein
- 1929 : Die Herstellung von Sicherungspatronen bei der Voigt & Haeffner A.-G.
- 1929 : Holzritt auf dem Königssee
- 1929 : Die Orientmission
- 1929 : Sonniges Land 2. Teile
- 1929 : Ein Tag auf Burg Altena
- 1929 : Unsichtbare Kräfte 5. Teil, 6.Teil. 7. Teil.
- 1929 : Unter Schwarz-Weiß-Rot nach der grünen Steiermark
- 1929 : Die V.D.A. in Kiel
- 1929 : Adler und Falken
- 1929 : Ein angenehmer Hausfreund
- 1929 : Bei einem alten Uhrmacher
- 1929 : Fröhliches Villingen
- 1929 : Die Jungmädelstadt Gernrode
- 1929 : Kunstturnen
- 1930 : Achtung! Achtung! Mitteldeutsches Landesturnerfest Halberfest
- 1930 : Ahoi! Ein Film von der Elbe (Friedrich Krüger)
- 1930 : Armeniernot und Christenhilfe
- 1930 : Aus der Arbeit der Dr. Lepsius Deutschen Orient-Kommission 2. Teil: Arbeitsgebiet Syrien.
- 1930 : Berlin
- 1930 : Bilder aus dem Grenzkreise Friedeberg in der Neumark
- 1930 : Bilder aus dem Leben der Vögel
- 1930 : Das Deutsche Turnfest 1928 in Köln
- 1930 : Durch den Schwarzwald zum „schwäbischen Meer“
- 1930 : Erleichterung des Berufsarbeit durch Verwendung von Elektrizität für Licht, Kraft und Wärme
- 1930 : Ein Hochhaus wird gebaut
- 1930 : Fröhliches Turnen
- 1930 : Das Hohelied der Kraft (Lorenz Paringer)
- 1930 : Hygienisch einwandfrei Milchgewinnung und Verarbeitung durch Elektrizität
- 1930 : Kampf dem Staube
- 1930 : Das Kochen, Braten und Backen auf dem elektrischen Herd braucht nicht beaufsichtigt werden
- 1930 : Kraftwerk Thüringen
- 1930 : Lachendes Leben
- 1930 : Lasst deutsche Schornsteine rauchen
- 1930 : Lohnbuchhalter Kremke
- 1930 : Die Lüneburger Heide
- 1930 : Im Spreewald – Eine Wanderung durch den Kreis Lübben
- 1930 : Schaffendes Villingen
- 1930 : Schafft Kraft und Freude
- 1930 : Eine schöne, alte Stadt
- 1930 : Vogelschutz
- 1930 : Von der Kohle zur Elektrizität
- 1930 : Der Wecker
- 1930 : Wege zur Freude
- 1930 : Welthafen Hamburg
- 1930 : Wenn wir schreiten Seit’ an Seit’
- 1930 : Zur Körper und Gesundheitspflege braucht man viel Zeit oder …
- 1930 : Der Arbeitstag der Bauernfrau
- 1930 : Dienst an der Jugend
- 1930 : Goldener Alltag
- 1930 : Helgoland
- 1930 : Die Mosel
- 1931 : Am Anfang war die Kraft
- 1931 : Aus dem Leben und der Arbeit des Teltower M.T.V.
- 1931 : Da wo der Rhein gen Norden zieht
- 1931 : Der deutsche Karpfen
- 1931 : Es wächst ein Geschlecht – Turnerinnen (Willy Wagner)
- 1931 : Ein Film vom Kreisturnfest der Ostmark
- 1931 : 75 Jahre Verband Deutscher Ingenieure Denkmalsweihe in Alexisbad
- 1931 : Glatter Start, sichere Fahrt
- 1931 : Jugend der Tat
- 1931 : Magdeburg
- 1931 : Kind in Sonne
- 1931 : Mit dem großen Garn
- 1931 : Der schaffende Rhein (Hans Wüstemann)
- 1931 : Schwäbische Heimat. Schwabenfilm 2. Teil
- 1931 : Weltstadt in Flegeljahren. Ein Bericht über Chicago (Heinrich Hauser)
- 1931 : Der Gehalt macht’s
- 1931 : Gespeicherte Kraft
- 1931 : Silber aus Gmünd
- 1932 : Burschen heraus
- 1932 : Deutsche Sinfonie
- 1932 : Freiwillige vor
- 1932 : Gesunde Fischkost
- 1932 : Kinderland – Sonnenland
- 1932 : Das klingende Wunder
- 1932 : Radiumtherapie in der allgemeinen Praxis
- 1932 : Stahlhelm marschiert
- 1932 : Technische Kulturdenkmale – Teil 1.
- 1932 : Über den Parteien. 2. Stahlhelmführer-Tagung 4./5. Mai 1932 in Magdeburg
- 1932 : Unsere Zukunft liegt in Deutschland
- 1932 : Ein Volk erwacht (Hubert Schonger)
- 1932 : Wille und Wehr
- 1932 : Zwischen Bergen, Schornsteinen und Wasserburgen (Hubert Schonger)
- 1932 : Zwischen Feuer und Eis (Hubert Schonger)
- 1932 : Am Horst der wilden Adler (Walter Hege)
- 1932 : Die Jungfrau
- 1932 : Der Tag der Soldaten
- 1933 : Auf der Suche nach Atlantis
- 1933 : Berlin 1933
- 1933 : Bilder aus dem Schwarzwald und vom Bodensee
- 1933 : Bundesfeier zum 10jährigen Bestehen des Bundes Königin Luise, Potsdam - Berlin 1933
- 1933 : Hakenkreuz am Stahlhelm
- 1933 : Kampf mit dem Staube (Hans Wittemeier)
- 1933 : Selbstständige Lichtbogen-Schweißeinrichtungen
- 1933 : Der warnende Ruf
- 1934 : Am Spinnrad unserer Zeit
- 1934 : Im Spreewald
- 1934 : Kampf mit dem Moor
- 1934 : Das Leben lacht (Hubert Schonger, avec Willy Lichtwarck, Hans Egon Koch)
- 1934 : Nach Südamerika in drei Tagen
- 1934 : Neues Leben an Sieg und Rhein
- 1934 : Württemberg
- 1935 : Segen auf deutscher Erde
- 1935 : Wunderwelt der Gotik
- 1935 : Gesamthimmelansichten
- 1936 : Auf einer deutschen Hazienda in Mexiko
- 1936 : Fischerkinder an der Nordsee (Hubert Schonger, Hermann Naber)
- 1936 : Sisalernte auf Yucatan
- 1937 : Läppen von Kolbenbolzen
- 1938 : Forschungsfahrt zu den Höhlenwundern
- 1938 : Schneeweißchen und Rosenrot (Hubert Schonger)
- 1938 : Tischchen deck dich, Goldesel und Knüppel aus dem Sack (Alfred Stöger)
- 1939 : Die Heinzelmännchen (Hubert Schonger)
- 1939 : Schneewittchen und die sieben Zwerge (Carl Heinz Wolff)
- 1939 : So ist Mexiko (Hubert Schonger)
- 1940 : Großer Tag in Ruhleben (Heinz Paul)
- 1940 : Hänsel und Gretel (Hubert Schonger)
- 1940 : Luftschutz auch auf dem Lande
- 1940 : Vom Bäumlein, das andere Blätter hat gewollt (Heinz Tischmeyer)
- 1942 : Im Osten bricht das Eis
- 1942 : Männer, Meer und Stürme
- 1942 : Das tapfere Schneiderlein (Hubert Schonger)
- 1942 : Die Mondlaterne
- 1947 : Zehn Jahre später (avec Josef Plesner)
- 1947 : Frau Holle (Hubert Schonger)
- 1948 : Das Glücksschwein (Hubert Schonger)
- 1948 : Ein Fass voll Spaß (Hubert Schonger)
- 1948 : Das verzauberte Tüchlein (Hubert Schonger)
- 1949 : Auf großer Fahrt (Hubert Schonger)
- 1949 : Bergkristall (Der Wildschütz von Tirol) (Harald Reinl)
- 1949 : Hans im Glück (Peter Hamel)
- 1949 : Die wandelnde Glocke (Hubert Schonger, Gerda Otto)
- 1950 : Paradies auf Erden (Hubert Schonger)
- 1951 : Das Wunderfenster (Gerda Otto)
- 1952 : Zwerg Nase (Francesco Stefani)
- 1953 : Brüderchen und Schwesterchen (Walter Oehmichen, Hubert Schonger)
- 1953 : Die goldene Gans (Walter Oehmichen, Hubert Schonger)
- 1953 : Paradies ohne Sünde (Hubert Schonger)
- 1954 : Hänsel und Gretel (Walter Janssen)
- 1954 : Rotkäppchen (Walter Janssen)
- 1955 : Dein Horoskop – dein Schicksal? (Konrad Lustig)
- 1955 : Schneewittchen und die sieben Zwerge (Erich Kobler)
- 1955 : Schneeweißchen und Rosenrot (Erich Kobler)
- 1956 : Die Heinzelmännchen (Erich Kobler)
- 1956 : Tischlein, deck dich (Jürgen von Alten)
- 1957 : Die Eintagsfliege (Peter Fleischmann)
- 1957 : Jazz im Kreml (Peter Schamoni)
- 1957 : Moskau 1957 (Peter Schamoni)
- 1957 : Rübezahl – Herr der Berge (Erich Kobler)
- 1957 : Le Loup et les Sept Chevreaux (Peter Podehl)
- 1957 : Zwei Matrosen auf der Alm (Peter Hamel)
- 1959 : Les Musiciens de Brême (Rainer Geis)
- 1959 : La Chasse de Saint-Hubert (Hermann Kugelstadt)
- 1959 : O diese Bayern (Arnulf Schröder)
- 1961 : Bergwild (Hubert Schonger)
- 1961 : Frau Holle – Das Märchen von Goldmarie und Pechmarie (Peter Podehl)
- 1961 : Hosianna (Peter Podehl)
- 1961 : Geschichte einer Sandrose (Peter Fleischmann)
- 1961 : Junges Senegal (Hubert Schonger)
- 1961 : Weiße Schwingen über dem Schilf (Hubert Schonger)
- 1962 : Brot der Wüste (Peter Fleischmann)
- 1963 : Paradies ohne Sünde (Hubert Schonger)
- 1964 : Der Test (Peter Fleischmann)
- 1965 : Antiquitäten (Marran Gosov)
- 1966 : Henker Tom (Klaus Lemke)
- 1966 : Power Slide (Marran Gosov)
- 1966 : Sensation Alpen (Lothar Brandler)
- 1967 : Da lacht Tirol (Lothar Brandler)
- 1967 : Herbst der Gammler (Peter Fleischmann)
- 1967 : Tanja – Die Nackte von der Teufelsinsel (A. Hofherr)
- 1968 : Nicht fumm (Dirk Walbrecker)
- 1968 : Reise zu den glücklichen Inseln
- 1968 : Ski Extrem (Jürgen Gorter Jr.)
- 1971 : Der Blitz – Inferno am Montblanc (Lothar Brandler)